# مانفريد شميتز
مانفريد شميتز (بالألمانية: Manfred Schmitz)‏ (و. 1939 – 2014 م) هو عازف بيانو، وملحن ألماني، ولد في إرفورت، يستخدم آلات بيانو، توفي في برلين، عن عمر يناهز 75 عاماً.

## روابط خارجية
- مانفريد شميتز على موقع ميوزك برينز (الإنجليزية)
- مانفريد شميتز على موقع أول ميوزيك (الإنجليزية)
- مانفريد شميتز على موقع ديسكوغز (الإنجليزية)